# Refuge faunique national Red Rock Lakes
Le Red Rock Lakes National Wildlife Refuge est un refuge éloigné situé à haute altitude dans la Centennial Valley, au sud-ouest de l'État américain du Montana. Adjacent à la forêt nationale de Gallatin et proche du parc national de Yellowstone, le refuge fait partie intégrante de l'écosystème du Grand Yellowstone. Red Rock Lakes est surtout connu pour être le lieu principal des efforts visant à sauver le cygne trompette de l'extinction, qui en 1932 comptait moins de 200 spécimens connus aux États-Unis et au Canada. En 2002, environ 3 000 cygnes trompettes hivernaient dans le refuge, dont beaucoup avaient migré vers le sud depuis leur aire d'été au Canada. Les cygnes trompettes sont maintenant si nombreux que des efforts sont entrepris pour les aider à rétablir les routes migratoires historiques vers des régions plus au sud dans les montagnes Rocheuses et la région du Grand Bassin. L'élégant cygne trompette est le plus grand oiseau aquatique d'Amérique du Nord, avec une envergure de 2,6 m et un poids allant jusqu'à 13 kg.

## Description

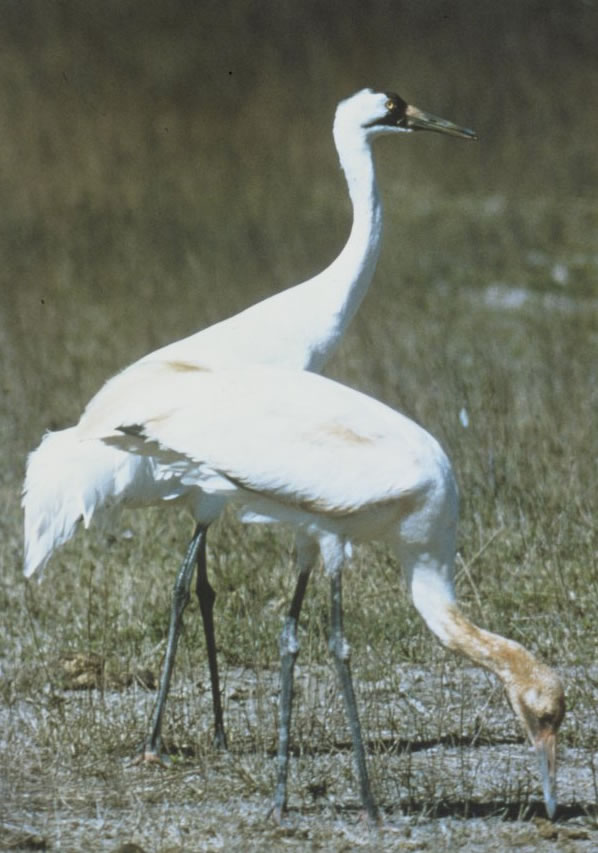
Grues blanches

L'altitude du refuge varie de 2 000 m à près de 3 000 m et se compose de 266,32 km2  de prairies de haute altitude et de hautes terres boisées. Les lacs et les marais d'eau froide offrent un milieu humide relativement peu commun, favorisé par certaines espèces de sauvagine et d'oiseaux prédateurs comme le pygargue à tête blanche et le faucon pèlerin. Il y a eu des observations de plus de 250 espèces d'oiseaux différentes dans le refuge et plus de 100 espèces différentes sont connues pour nicher ici. Il y aurait 20 couples nicheurs de pygargues à tête blanche dans le refuge, et il y a eu plusieurs observations de la grue blanche en voie de disparition. On y trouve également de nombreux mammifères tels que l'ours noir d'Amérique, le wapiti des montagnes Rocheuses, l'élan, le cerf mulet, le pronghorn, le castor, le vison et le blaireau. On pense également que les meutes de grizzlis et de loups peuvent fréquenter le refuge, et des gloutons ont été enregistrés.

## Protection
Créé en 1932, le refuge a été désigné National Natural Landmark  et la création des 130,1 km2 du Red Rock Lakes Wilderness en 1976 garantit qu'aucune autre amélioration humaine ne sera entreprise sur la grande majorité des terres du refuge. Il n'y a pas de sentiers entretenus dans le refuge et l'accès à certaines zones est interdit à certaines périodes de l'année. Le refuge est gardé toute l'année mais son accès en hiver est souvent difficile.

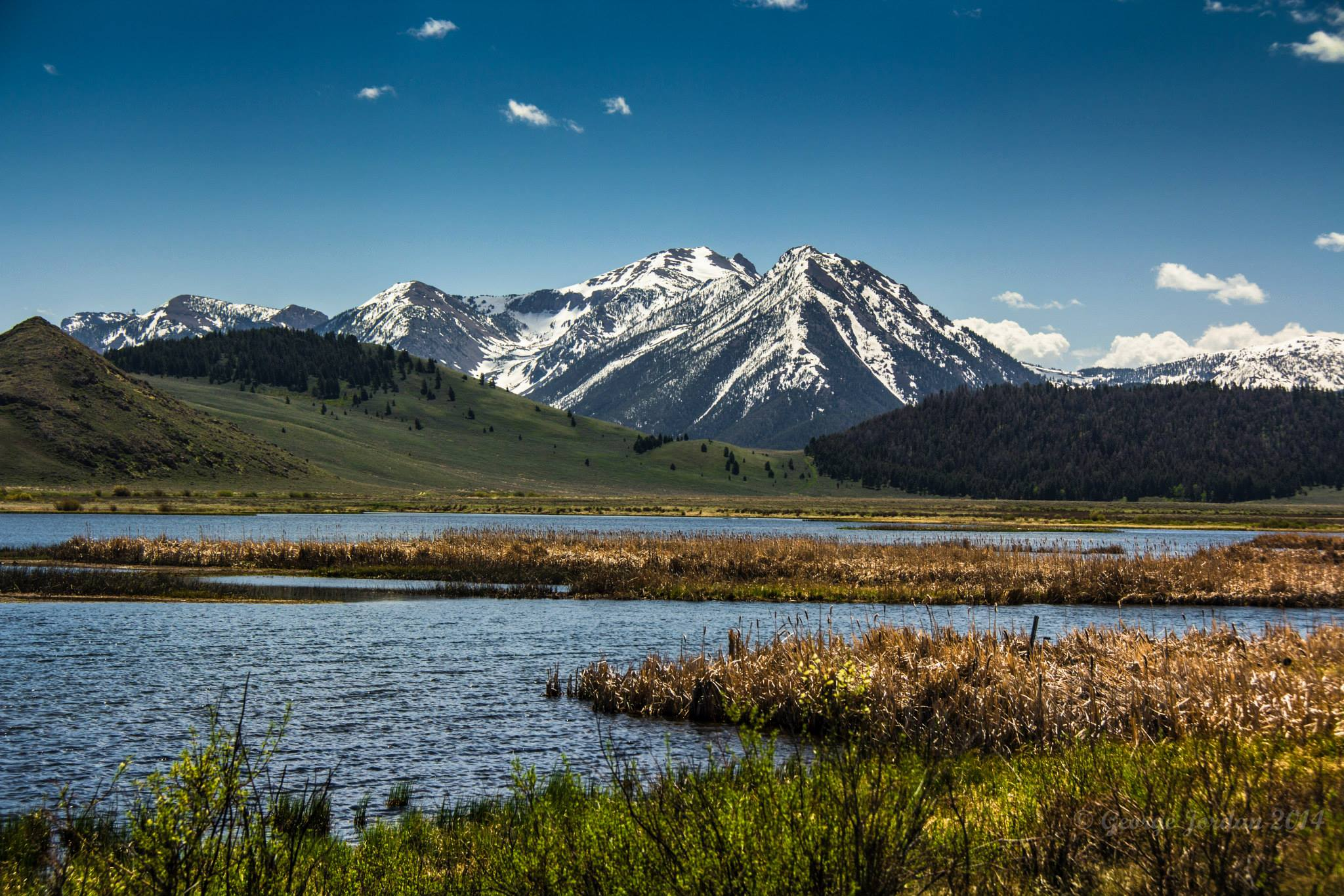
Widgeon Pond
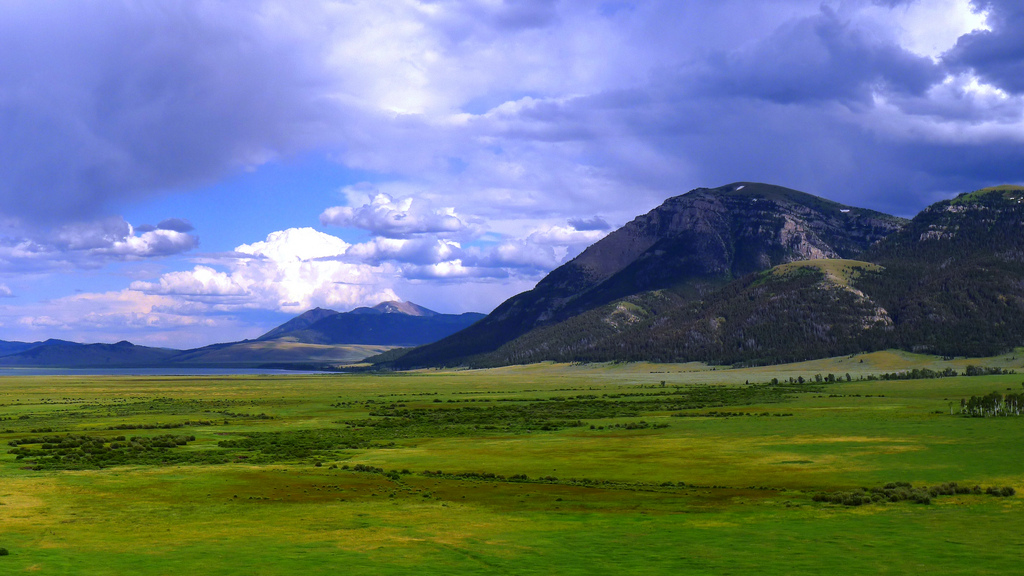
Lac Upper Red Rock et monts Centennial
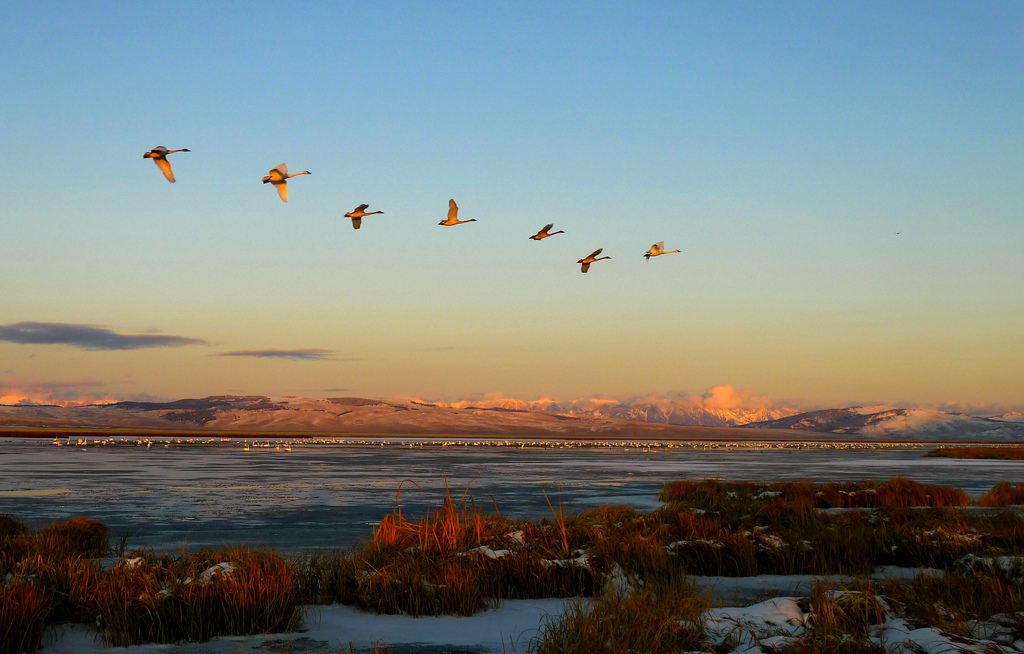
Cygnes sur le Lac